# Jワークス

株式会社ジェイワークスは、主にテレビ
番組を制作を中心とする制作会社

## 会社所在地・代表者
- 大阪市北区堂島2-2-26　アバンダント堂島4F
- 代表取締役社長 : 森田道明

- 梅景泰利
- 梶本昌一
- 松浦拓也